# گورستان کله گان
قبرستان کله گان در شهرستان ایرانشهر، بخش مرکزی، دهستان نایگون، ۷ کیلومتری جنوب روستای اله آباد نایگون واقع شده و این اثر در تاریخ ۲۶ اسفند ۱۳۸۷ با شمارهٔ ثبت ۲۵۹۳۱ به‌عنوان یکی از آثار ملی ایران به ثبت رسیده است.